# Egeria (Metastasio)
Egeria ist ein Libretto zu einer Festa teatrale in einem Akt von Pietro Metastasio. Erstmals aufgeführt wurde es in der Vertonung von Johann Adolph Hasse am 24. April 1764 zur Feier der Krönung Josephs II. zum römisch-deutschen König in Wien.

## Handlung

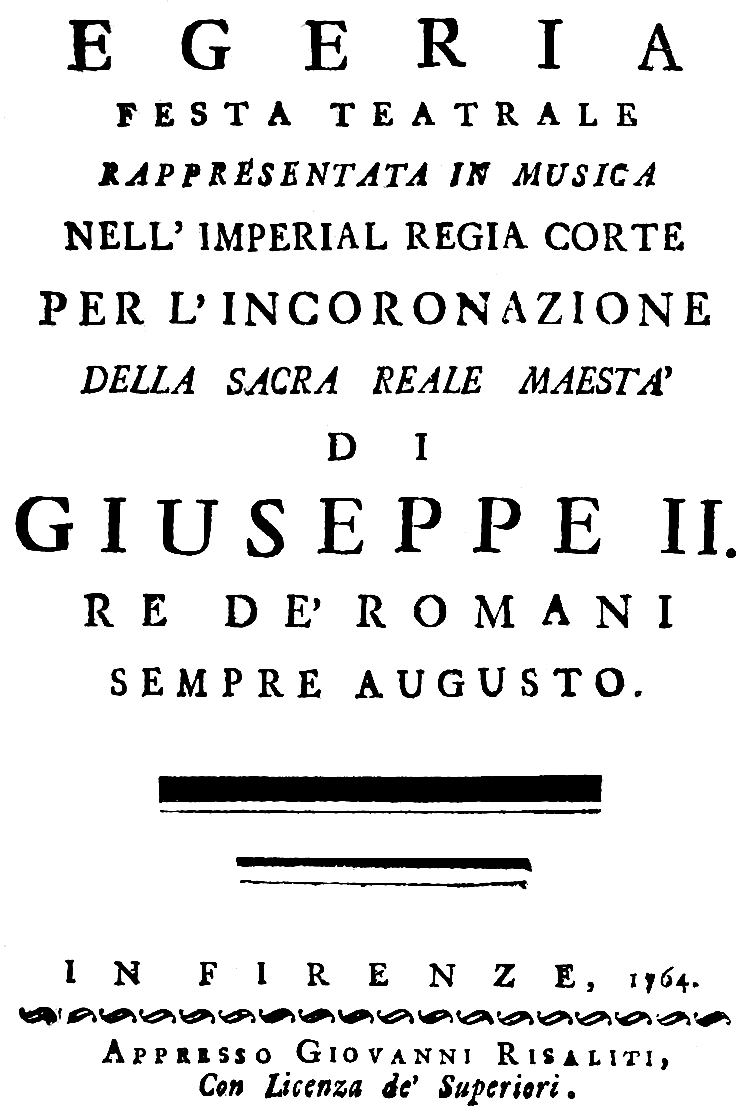
Titelblatt des Librettos, Musik von Johann Adolph Hasse, Florez 1764

Die Handlung spielt bei der Quelle der Nymphe Egeria, die vom römischen Dichter Juvenal in seiner in der dritten Satire beschrieben wurde. Die Szene stellt eine durchbrochene erleuchtete Grotte dar, die einen klaren Teich enthält. Dieser wird durch einen durch die Felsen hervorbrechenden Wasserfall von der Quelle gespeist. Eine Seite wird vom heiligen Wald beschattet, während die andere an eine alte Ruine grenzt. Im Hintergrund sieht man die weite Landschaft mit Bäumen und Bauwerken, und in der Ferne sind die Hügel Roms zu erkennen. Die Götter Venus und Mercurius sowie Mars und Apollon erscheinen auf Wolken sitzend von beiden Seiten. Sie werden jeweils von Genien begleitet. Im gemeinsamen Eingangschor beschwören sie die Nymphe Egeria, zu erscheinen und den Frieden zwischen ihnen wiederherzustellen. Egeria steigt langsam aus dem See auf, begleitet von Najaden, die auf Inseln von Wasserpflanzen und Kristallen ruhen. Mercurius erklärt Egeria den Anlass des Streits: Die Götter haben beschlossen, der Kaiserin jemanden an die Seite zu stellen, um sie bei der Regierung des römischen Reiches zu unterstützen. Sowohl Venus, die Mutter Aeneas’ (der Stammvater der Römer), als auch Mars, der Vater von Romulus (Gründer der Stadt Rom) beanspruchen das Recht, diesen auszuwählen. Dieser Streit habe die Götter so sehr gespalten, dass Apollon und er ausgesandt worden seien, sie um Rat zu bitten. Nur Egeria könne den Frieden im Himmel und das Glück auf der Erde wiederherstellen, wie es ihr bereits in anderen Fällen gelungen sei. Egerias Bedenken wegen der Bedeutung des Falles werden von allen vier Göttern zurückgewiesen. Sie habe bereits früher die Führungsqualitäten (Kraft, Größe, Weisheit, unberührten Glauben, Frömmigkeit und Gerechtigkeit) von Numa Pompilius (dem sagenhaften zweiten König von Rom) erkannt und diesen darin bestärkt, die Krone anzunehmen. Egeria kann nun nicht mehr ablehnen. Sie bittet angesichts der Bedeutung der Entscheidung lediglich um etwas Bedenkzeit. Anschließend fragt sie Mercurius und Apollon nach ihrer Rolle in dem Streit. Jeder der beiden unterstützt einen der Kontrahenten. Mercurius glaubt, ein Sieg von Mars wäre der Ruin der Künste des Friedens, während Apollon ihn für wichtig für die epische Dichtung hält. Nachdem das geklärt ist, steht der eigentlichen Diskussion nichts mehr im Wege, und die Götter sowie der Chor der Genien drängen Egeria, endlich anzufangen.
Venus hält die erste Rede, in der sie zunächst die unglücklichen Begleitumstände des Krieges beschreibt. In ihrer Arie wünscht sie sich, dass die Erde anschließend wieder zur Produktivität und zur Liebe zurückfinden möge. Mars dagegen kritisiert die „weiche Muße des Friedens“ („molli ozi di pace“), die dem kriegerischen Charakter des österreichischen Volkes widerspreche. Venus’ Darstellung des vom Krieg vertriebenen Bauern stellt er das Bild des durch Liebe und Trägheit verweichlichten Soldaten gegenüber, der im Ernstfall seine Aufgaben nicht mehr erfüllen könne. Nun obliegt es Egeria, die Entscheidung zu treffen. Sie erklärt, dass weder Krieg noch Frieden alleine regieren dürfen: „Se l'ardor solo o il gelo / Regnasse ognor per tutto, / Non nascerebbe un frutto“ („Wenn Hitze oder Frost alleine über alles herrschen / wird keine Frucht geboren“). Nur Joseph besitze die nötigen Eigenschaften beider Seiten, um das Amt zu übernehmen. Alle Götter stimmen der Wahl zu und preisen den neuen römischen König.

## Geschichte
Für die Feierlichkeiten des Erzherzogs Josephs zum römischen Kaiser im Jahr 1764 beauftragte Maria Theresia Metastasio damit, einen kurzen Text zu schreiben. Die Arbeit fiel ihm leichter als bei einigen seiner vorherigen Werke wie Atenaide, was teilweise damit zu erklären ist, dass er hier für professionelle Sänger schreiben konnte und nicht wie zuvor Rücksichten auf Laiendarsteller aus der kaiserlichen Familie zu nehmen hatte. Das Werk war daher bereits am 16. Januar vollendet. Er versuchte darin, die geforderte Kürze mit der für die Feier nötigen Pracht zu vereinen. Nachdem der in Frankfurt gekrönte neue König Joseph nach Wien zurückgekehrt war, wurde Hasses Vertonung dort am 24. April mit großem Pomp aufgeführt, und Metastasio zeigte sich außerordentlich beeindruckt von der Vorführung.

“Avanti ieri fu rappresentata l'annessa Festa teatrale [...]. Senza impulso di partito, e con quella sincerità che professo specialmente con voi, posso assicurarvi che non ho mai sentita musica più armoniosoa, magistrale e popolare insieme di quella che ha scritta il Sassone in questa occasione : onde è stata conosciuta, applaudita ed ammirata non solo dagli intendenti, ma anche da quelli che sono al mondo unicamente per vegetare”

„Anschließend wurde gestern die beiliegende Festa teatrale aufgeführt [...]. Ohne Partei zu ergreifen und mit der Aufrichtigkeit, die ich insbesondere Euch bezeige, kann ich Euch versichern, dass ich noch nie eine harmonischere und gleichzeitig meisterhaftere und volkstümlichere Musik gehört habe als die, die Il Sassone zu dieser Gelegenheit geschrieben hat: Daher wurde sie nicht nur von Kennern geschätzt, gelobt und bewundert, sondern auch von denen, die auf der Welt lediglich vegetieren.“

Zum Erfolg trugen gleichermaßen die Sänger und Kostüme (Augusto Gennaer und Giorgio Speck) sowie die Bühnenbilder (Antonio de Dannè) und die Theatermaschinerie (Pietro Rizzino) bei. Die Egeria wurde von Rosa Tartaglini Tibaldi dargestellt, die Venere von Maria Teresa Sartori Dupré, der Mercurio vom Altkastraten Gaetano Guadagni (Mercurio, Alt), der Marte vom Tenor Giuseppe Tibaldi und der Apollo von Giovanni Toschi. Einige Tage später bezeichnete Metastasio in einem anderen Brief die Aufführung als seinen größten Erfolg in Wien.
Die Eingangsszene enthält alle Bestandteile des Rokoko-Stils. Eine dramatische Handlung kann sich in dieser lieblichen Landschaft jedoch nicht entwickeln. Sie besteht – wie bei einigen von Metastasios Serenaten der 1730er-Jahre – aus einem Streit zwischen Göttern. Im Gegensatz zu den meisten dieser früheren Werke geht es hier jedoch nicht um eine psychologische oder moralische Fragestellung. Der Streit bezieht sich stattdessen unmittelbar auf den höfischen Anlass der Feier, der bereits am Anfang deutlich genannt wird. Die Kunst Metastasios zeigt sich hauptsächlich darin, wie er die Entscheidung des Streits hinauszögert. Des Weiteren gelingt es ihm, das bereits in La pace fra la virtù e la bellezza verwendete Motiv aus einer neuen Perspektive zu betrachten. Der Richter ist hier nicht göttlicher Natur. Alle Elemente der Szene – das Wasser und die Pflanzen – verweisen auf Egerias irdische Wurzeln. Ihre Qualifikation wird mit ihrer erfolgreichen Beteiligung an der Krönung des mythischen Königs Numa erklärt. So ergibt sich auch der Zusammenhang mit dem Anlass der Feier, der Krönung Josephs – wie Numa – zum „römischen König“. Die Aufzählung der Tugenden Numas entspricht daher einem Lob auf die Tugenden Josephs.
Anders als in Metastasios früheren Serenaten stellen die Protagonisten nicht ihre eigenen Verdienste heraus, sondern greifen diejenigen ihrer Gegner an. So entwickelt sich Venus’ Beschreibung des Kriegs zu einer Schmährede gegen Mars. Metastasio spielt darin auf den im vorausgehenden Jahr zu Ende gegangenen Siebenjährigen Krieg an. Auch die anfänglich ironische Antwort des Kriegsgottes Mars ist von dieser Erinnerung geprägt. So erklärt sich sein Hinweis, dass man auch im Unglück triumphieren könne. Egerias abschließende Entscheidung entspricht der schlichten Synthese aus La pace fra la virtù e la bellezza: Beide müssen sich vereinen, und nur Erzherzog Joseph ist für das Amt geeignet.

## Vertonungen
Folgende Komponisten vertonten dieses Libretto:
| Komponist           | Uraufführung                | Aufführungsort | Anmerkungen |
| ------------------- | --------------------------- | -------------- | --- |
| Johann Adolph Hasse | 24. April 1764, Burgtheater | Wien           | „festa teatrale“ zur Krönung Josephs II. zum Römisch-deutschen König; auch im Palazzo Reale in Neapel aufgeführt |
| Bernardo Ottani     | 1789                        |                | unsicher |
| Tantari             | 1800                        |                | |

## Digitalisate
1. ↑  Libretto (italienisch) der Oper von Johann Adolph Hasse, Florenz 1764 als Digitalisat beim Münchener Digitalisierungszentrum.